# USS Portland (CA-33)
USS Portland (CA–33) var en tung kryssare av Portland-klass i amerikanska flottan och det första fartyg döpt efter staden Portland, Maine.
Portland godkändes den 13 februari 1929. Kölsträckt vid Bethlehem Steel Co., Shipbuilding Div., Quincy, Massachusetts den 17 februari 1930. Hon sjösattes den 21 maj 1932 och sponsrades av dottern till Ralph D. Brooks i Portland (Mary Doughty). Hon togs i tjänst den 23 februari 1933 under kapten H. F. Learys befäl. Hon tjänstgjorde under andra världskriget och togs ur tjänst 1946 och utrangerades 1959 varefter hon skrotades.